# Hoplochaetina durvilleana
Hoplochaetina durvilleana är en ringmaskart som först beskrevs av Benham 1919.  Hoplochaetina durvilleana ingår i släktet Hoplochaetina och familjen Acanthodrilidae. Inga underarter finns listade i Catalogue of Life.